# Toluol
Toluol ist eine farblose, charakteristisch riechende, flüchtige Flüssigkeit, die in vielen ihrer Eigenschaften dem Benzol ähnelt. Toluol ist ein aromatischer Kohlenwasserstoff, häufig ersetzt es als Lösungsmittel das krebserregende Benzol. Es ist unter anderem auch im Benzin enthalten.

## Etymologie
Als Henri Etienne Sainte-Claire Deville Toluol aus Tolubalsam gewann, hatte er für diesen Körper den Namen Benzoën angenommen, der bei den Balsamen, von denen er herkommt, an den fast generischen Charakter erinnert, den nämlich, Benzoesäure zu halten. Berzelius schlug dann in seinen Jahresberichten den Namen Toluin vor. Die Abwandlung in Toluol taucht erstmals in einer Arbeit von Muspratt und Hoffmann auf, die indessen – wohl irrtümlich – sich bezüglich des Namens auf die obige Stelle von Berzelius berufen.

## Geschichte
Toluol wurde erstmals von Pierre-Joseph Pelletier und Filip Neriusz Walter 1837 isoliert. Pelletier fand die Verbindung in dem Gas, das von der Rinde der See-Kiefer (damals Pinus maritima) emittiert wird. Pelletier nannte die Substanz Retinaphta, nach dem Kiefernharz. 1841 wurde Toluol dann auch von Henri Etienne Sainte-Claire Deville durch trockene Destillation aus dem Tolubalsam gewonnen; hierauf beruht auch der heutige Name. Charles Blachford Mansfield erfand ein Verfahren zur fraktionierten Destillation von Benzol aus Steinkohlenteer, das er sich 1848 patentieren ließ und er stellte Benzol und Toluol in größeren Mengen dar. Durch Nitrierung von Toluol mittels Nitriersäure (Mischung aus Salpetersäure und Schwefelsäure) wurde 1863 durch den Chemiker Julius Wilbrand zum ersten Mal Trinitrotoluol (TNT) hergestellt. Die Großproduktion von TNT wurde in Deutschland schließlich im Jahre 1901 aufgenommen; dieses Verfahren wird noch heute angewandt.

## Vorkommen und Emissionen
Toluol kommt im Erdöl und in dem Leichtöl, das bei der Steinkohleteerdestillation anfällt, in kleineren Mengen vor. Da Toluol im Benzin enthalten ist, wird es unter anderem im Kfz-Verkehr freigesetzt. Es entsteht in kleinen Mengen bei der unvollständigen Verbrennung von organischen Stoffen, wie zum Beispiel beim Rauchen. In den letzten Jahren ist ein Rückgang der Toluolemissionen zu verzeichnen. Das Jahresmittel beträgt zum Beispiel in Rheinland-Pfalz 30 µg/m³; je nach Ort kann es jedoch zu größeren Schwankungen dieses Wertes kommen. Hauptemissionsfaktor ist mit ca. 65 % der Kfz-Verkehr, 33 % sind auf den Gebrauch von Toluolprodukten und 2 % auf die Toluolherstellung zurückzuführen. Freigesetztes Toluol wird in der Erdatmosphäre, wie beim Benzol, nach mehreren Tagen durch Reaktionen mit Hydroxylradikalen (OH-Radikale) abgebaut.

## Gewinnung und Darstellung
Eine direkte Gewinnung aus Erdöl oder durch Trockendestillation von Steinkohle ist – auf Basis der Rohölpreise von 2006 – noch nicht wirtschaftlich.
In der Industrie wird es hauptsächlich bei der Verarbeitung von Erdöl gewonnen, indem das (durch Cracken erzeugte) n-Heptan zu Methylcyclohexan reformiert und danach zu Toluol dehydriert wird. Diesen Vorgang nennt man auch Dehydrocyclisierung.
Während des Zweiten Weltkrieges kam es in Deutschland wegen des fehlenden Erdöls zu Engpässen bei der Toluolherstellung, weswegen es auch aus Benzol und Methanol mittels der Friedel-Crafts-Alkylierung hergestellt wurde. Die Friedel-Crafts-Alkylierung hat limitierende Faktoren, die die Ausbeute und damit die wirtschaftliche Bedeutung erheblich senken: Alkylbenzole sind in der elektrophilen Substitution an Aromaten reaktiver als Benzol selbst; daher tendiert das gerade erst entstandene Alkylbenzol dazu, zu zwei- und mehrfach alkylierten Produkten zu reagieren. Die Ausbeute von Toluol wird geringer:
Aufgrund der geringen Kosten der Ausgangsstoffe werden immense Mengen davon kontinuierlich umgesetzt, das dabei entstehende Toluol durchgehend abgetrennt und der Gleichgewichtsreaktion somit entzogen. Weiterhin fällt Toluol als Nebenprodukt bei der Herstellung von Ethen und Propen an. Photochemisch ist es durch Isomerisierung von Cycloheptatrien zugänglich.

## Eigenschaften

### Physikalische Eigenschaften
Toluol ist der einfachste Vertreter der Alkylbenzole. An der Luft verbrennt es nur unvollständig mit gelber, stark rußender Flamme. Die Flüssigkeit riecht charakteristisch angenehm (ähnlich wie Benzol) und hat eine Geruchsschwelle von 0,6–263 mg/m³. Toluol schmilzt bei −95 °C, siedet bei 111 °C und ist bei Normalbedingungen eine farblose, klare, wasserhelle Flüssigkeit, die stark lichtbrechend ist (Brechungsindex: 1,4969). In Wasser ist es fast unlöslich (0,47 g/l); mit Kohlenstoffdisulfid, Ethanol und Diethylether ist es in jedem Verhältnis mischbar. Auch in Chloroform, Aceton und den meisten weiteren organischen Lösungsmitteln ist Toluol gut löslich. Die Verbindung bildet mit einer Reihe von Lösungsmitteln azeotrop siedende Gemische. Die azeotropen Zusammensetzungen und Siedepunkte finden sich in der folgenden Tabelle. Keine Azeotrope werden mit n-Hexan, n-Heptan, n-Octan, Benzol, Ethylbenzol, Cyclohexanol, Chloroform, Tetrachlorkohlenstoff, Aceton, Methylethylketon, Diethylether, Ethylacetat, Dimethylformamid, Dimethylsulfoxid, Schwefelkohlenstoff und Phenol gebildet.
| Azeotrope mit verschiedenen Lösungsmitteln |        |           |              |             |            |             |            |             |                     |
| Lösungsmittel                              |        | Wasser    | Methanol     | Ethanol     | 1-Propanol | 2-Propanol  | 1-Butanol  | iso-Butanol | sec-Butanol         |
| Gehalt Toluol                              | in Ma% | 80        | 31           | 32          | 51         | 31          | 68         | 55          | 45                  |
| Siedepunkt                                 | in °C  | 85        | 64           | 77          | 93         | 81          | 106        | 101         | 95                  |
|                                            |        |           |              |             |            |             |            |             |                     |
| Lösungsmittel                              |        | Ethandiol | Methylglycol | Ethylglycol | 1,4-Dioxan | Acetonitril | Essigsäure | Pyridin     | Methylisobutylketon |
| Gehalt Toluol                              | in Ma% | 93        | 74           | 89          | 20         | 24          | 72         | 68          | 97                  |
| Siedepunkt                                 | in °C  | 110       | 106          | 110         | 102        | 81          | 101        | 108         | 111                 |

Die dynamische Viskosität beträgt 0,6 mPa·s, Toluol ist also dünnflüssiger als Wasser. Der Heizwert beträgt 40.940 kJ/kg.
| Eigenschaft               | Typ                | Wert [Einheit]                                                                                       | Bemerkungen              |
| ------------------------- | ------------------ | --- | ------------------------ |
| Standardbildungsenthalpie | ΔfH0liquid ΔfH0gas | 12,0 kJ·mol−1 50,1 kJ·mol−1                                                                          | als Flüssigkeit als Gas  |
| Verbrennungsenthalpie     | ΔcH0gas            | −3910,9 kJ·mol−1                                                                                     |                          |
| Wärmekapazität            | cp                 | 157,09 J·mol−1·K−1 (25 °C) 1,70 J·g−1·K−1 (25 °C) 137,2 J·mol−1·K−1 (120 °C) 1,49 J·g−1·K−1 (120 °C) | als Flüssigkeit als Gas  |
| Kritische Temperatur      | Tc                 | 591,75 K                                                                                             |                          |
| Kritischer Druck          | pc                 | 41,58 bar                                                                                            |                          |
| Kritisches Volumen        | Vc                 | 0,316 l·mol−1                                                                                        |                          |
| Kritische Dichte          | ρc                 | 3,17 mol·l−1                                                                                         |                          |
| Azentrischer Faktor       | ωc                 | 0,264                                                                                                |                          |
| Schmelzenthalpie          | ΔfH                | 6,61 kJ·mol−1                                                                                        | beim Schmelzpunkt        |
| Verdampfungsenthalpie     | ΔVH0 ΔVH           | 38,1 kJ·mol−1 33,18 kJ·mol−1                                                                         | am Normaldrucksiedepunkt |

### Chemische Eigenschaften
Toluol ist bei Normalbedingungen stabil und relativ reaktionsträge. Es geht ähnliche Reaktionen ein wie Phenol und Benzol. Toluol greift viele Kunststoffe an und wird deswegen meist in Glas- oder Metallbehältern aufbewahrt.
Durch Oxidation (zum Beispiel mit saurer Kaliumpermanganat-Lösung) kann Toluol über Benzylalkohol und Benzaldehyd zu Benzoesäure umgewandelt werden. Toluol geht vor allem radikalische Substitutionsreaktionen und elektrophile Substitutionsreaktionen ein. Nukleophile Substitutionsreaktionen sind seltener.
Insbesondere in der Hitze oder unter Bestrahlung mit Licht kann Toluol mit geeigneten Reaktionspartnern (beispielsweise Brom) radikalische Substitutionsreaktionen an der Methylgruppe eingehen (siehe SSS-Regel):
Da Toluol relativ reaktionsträge ist, laufen elektrophile Substitutionsreaktionen an ihm nur relativ langsam ab. In Gegenwart eines geeigneten Katalysators kann die Reaktionsgeschwindigkeit erheblich gesteigert werden (siehe KKK-Regel). Es entstehen bevorzugt para- und ortho-substituierte Produkte:
Toluol reagiert mit Salpetersäure zu 4-Nitrotoluol und Wasser, daneben entsteht auch das isomere 2-Nitrotoluol. Das eigentliche nitrierende Agens (NO2+) wird in Gegenwart von Schwefelsäure aus Salpetersäure gebildet:
Über mehrfache Nitrierung kann TNT (Trinitrotoluol) gewonnen werden.
Eine weitere, wichtige Reaktion ist die Oxidation von Toluol zu Benzoesäure.

### Sicherheitstechnische Kenngrößen
Toluol bildet leicht entzündliche Dampf-Luft-Gemische. Die Verbindung hat einen Flammpunkt bei 6 °C. Der Explosionsbereich liegt zwischen 1,1 Vol.‑% (42 g/m³) als untere Explosionsgrenze (UEG) und 7,8 Vol.‑% (300 g/m³) als obere Explosionsgrenze (OEG). Eine Korrelation der Explosionsgrenzen mit der Dampfdruckfunktion ergibt einen unteren Explosionspunkt von 3 °C sowie einen oberen Explosionspunkt von 40 °C. Die Sauerstoffgrenzkonzentration beträgt etwa 9,6 Vol.‑% (bei 100 °C). Die Grenzspaltweite wurde mit 1,02 mm bestimmt. Es resultiert damit eine Zuordnung in die Explosionsgruppe IIA. Mit einer Mindestzündenergie von 0,24 mJ sind Dampf-Luft-Gemische extrem zündfähig. Die Zündtemperatur beträgt 535 °C. Der Stoff fällt somit in die Temperaturklasse T1. Die elektrische Leitfähigkeit ist mit 8·10−14 S·m−1 sehr gering, so dass beim Umgang elektrostatische Aufladungen auftreten können.

## Verwendung
Toluol wird als Lösungsmittel verwendet und kann dabei in vielen Fällen das gesundheitsschädlichere und giftige Benzol ersetzen. Es wird auch als Substrat zur Herstellung zahlreicher organischer Verbindungen wie z. B. Benzol, Sprengstoffe (TNT), Polyurethan-Vorprodukte (Diisocyanatotoluole), Benzoesäure, Phenol, ε-Caprolactam, Farbstoffe (Chlorierung, Sulfonierung von Toluol) eingesetzt. Es dient weiterhin als Beimischung in Motorkraftstoffen, als Verschnittmittel in Cellulosenitrat-Lacken, in wärmehärtenden Lacken auf der Basis von Harnstoff-, Melamin- oder Phenol-Formaldehyd-Harzen, in Alkydharzlacken, in Lacken auf der Basis von Chlorkautschuk, Polystyrol, Polyacrylaten oder Polyvinylacetat. Mischungen von Toluol mit Estern verwendet man zum Lösen von Vinylchlorid-Copolymerisaten und nachchloriertem Polyvinylchlorid.
Bei der Bestimmung flüchtiger organischer Verbindungen erhält man das sogenannte Toluoläquivalent für Stoffe, bei denen die Konzentration in Bezug auf Toluol berechnet wurde.
Bekannt ist auch die Verwendung in Permanentmarkern, die jedoch inzwischen meist toluol- und xylolfrei hergestellt werden.
Toluol kommt auch, je nach Messbereich, bei Thermometern als Füllflüssigkeit zum Einsatz.

## Toxikologie
Toluol ist gesundheitsschädlich. Es kann beim Verschlucken oder Einatmen tödlich sein. Toluol verursacht Nerven-, Nieren- und möglicherweise auch Leberschäden. Toluol kann vermutlich das Kind im Mutterleib schädigen. Die Inhalation von Toluoldämpfen kann zu unspezifischen Symptomen wie Müdigkeit, Unwohlsein, Empfindungsstörungen, Störungen der Bewegungskoordination und Bewusstseinsverlust führen. Bei regelmäßigem Kontakt kann es zu einer Toluolsucht kommen, die mit Heiterkeits- und Erregungsräuschen einhergeht. Toluoldämpfe haben eine narkotisierende Wirkung und reizen die Augen und Atmungsorgane schwer, allergische Reaktionen auf Toluol sind möglich. Toluol ist vermutlich ototoxisch im Menschen. Toluol sollte an gut belüfteten Orten aufbewahrt werden.
Toluol selbst wirkt nicht erbgutverändernd, ist jedoch häufig mit Benzol verunreinigt. Die geringere Toxizität von Toluol gegenüber Benzol lässt sich mit seinem anderen Metabolismus erklären. Toluol wird im Gegensatz zum Benzol kaum durch Oxidation des Ringes, sondern hauptsächlich durch Oxidation der Seitenkette zur Benzoesäure metabolisiert. Der Grund dafür ist die hohe Selektivität des Monooxygenasesystems P450 für die Methylgruppe des Toluols. Aus diesem Grund entsteht kaum karzinogenes Epoxid wie im Falle des Benzols. Die geringen Mengen an Epoxid können durch Konjugation an Glutathion, spontane intramolekulare Umlagerung zum Phenol oder durch enzymatische Hydrolyse zum Diol abgebaut werden.
Toluol ist schädlich für Wasserorganismen mit langfristiger Wirkung.
In Form von Benzoesäure und Hippursäure wird Toluol, neben kleinen Mengen o-Kresol, über den Harn ausgeschieden.

## Risikobewertung
Toluol ist selbst in geringen Mengen wassergefährdend (WGK 3). Es ist biologisch leicht abbaubar.
Toluol darf in der EU seit 15. Juni 2007 nicht mehr als Stoff oder mit einem Anteil ab 0,1 Masseprozent als Bestandteil von Zubereitungen bzw. Gemischen in frei verkäuflichen Klebstoffen und Farbsprühdosen verwendet oder in Verkehr gebracht werden.
Toluol wurde 2012 von der EU gemäß der Verordnung (EG) Nr. 1907/2006 (REACH) im Rahmen der Stoffbewertung in den fortlaufenden Aktionsplan der Gemeinschaft (CoRAP) aufgenommen. Hierbei werden die Auswirkungen des Stoffs auf die menschliche Gesundheit bzw. die Umwelt neu bewertet und ggf. Folgemaßnahmen eingeleitet. Ursächlich für die Aufnahme von Toluol waren die Besorgnisse bezüglich der Einstufung als CMR-Stoff, Verbraucherverwendung, hoher (aggregierter) Tonnage, anderer gefahrenbezogener Bedenken und weit verbreiteter Verwendung. Die Neubewertung fand ab 2012 statt und wurde von Finnland durchgeführt. Anschließend wurde ein Abschlussbericht veröffentlicht.